# 2018年のセントラル・リーグクライマックスシリーズ
2018年のセントラル・リーグクライマックスシリーズは、2018年10月に開催されたプロ野球セントラル・リーグのクライマックスシリーズである。

## 概要
本大会はSMBC日本シリーズ2018出場権をかけたプレーオフトーナメント。

### ファーストステージ
レギュラーシーズン2位の東京ヤクルトスワローズと3位の読売ジャイアンツが3戦2勝先取制で争い、勝者がファイナルステージに進出する。この組み合わせは3度目で、過去2度は神宮球場で開催されいずれもヤクルトが勝ち抜いた。試合開始は東京六大学野球開催の関係で全試合ナイトゲーム。スワローズのオフィシャル協賛スポンサーである出版社・マイナビが冠スポンサーとなり、「2018マイナビ クライマックスシリーズ・セ ファーストステージ」として開催された。
会期：10月13日から10月14日※第2戦で決着がついたため、当初予定より1日早終了。
球場：明治神宮野球場

### ファイナルステージ
レギュラーシーズン1位（1勝分のアドバンテージが与えられる）の広島東洋カープとファーストステージ勝者の読売ジャイアンツが6戦4勝先取制で争い、勝者がSMBC日本シリーズ2018への出場権を得る。この組み合わせは5年ぶり2度目で、初のファイナルステージまたマツダスタジアム開催となった。 
また、NPBパートナーでカープの事実上の親会社筋に当たるマツダの特別協賛で「2018 マツダ クライマックスシリーズ セ ファイナルステージ」として開催。
会期：10月17日から10月19日※第3戦で決着がついたため、当初予定より3日早終了。
球場：MAZDA Zoom-Zoom スタジアム広島

### トーナメント表
|  | 1stステージ（準決勝） | 1stステージ（準決勝） |                                             |      | ファイナルステージ（決勝） | ファイナルステージ（決勝） |
|  |                       |                       |                                             |      |                            |                            |
|  |                       |                       |                                             |      |                            |                            |
|  |                       |                       |                                             |      |                            |                            |
|  |                       |                       |                                             |      |                            |                            |
|  |                       |                       | （6戦4勝制） MAZDA Zoom-Zoom スタジアム広島 |      |                            |                            |
|  |                       |                       |                                             |      |                            |                            |
|  | 広島（セ優勝）        | ☆○○○                  |                                             |      |                            |                            |
|  | 広島（セ優勝）        | ☆○○○                  | （3戦2勝制） 明治神宮野球場                 |      |                            |                            |
|  |                       |                       | 巨人                                        | ★●●● |                            |                            |
|  | ヤクルト（セ2位）     | ●●                    | 巨人                                        | ★●●● |                            |                            |
|  | ヤクルト（セ2位）     | ●●                    |                                             |      |                            |                            |
|  | 巨人(セ3位）          | ○○                    |                                             |      |                            |                            |
|  | 巨人(セ3位）          | ○○                    |                                             |      |                            |                            |
|  |                       |                       |                                             |      |                            |                            |
|  |                       |                       |                                             |      |                            |                            |
|  |                       |                       |                                             |      |                            |                            |
|  |                       |                       |                                             |      |                            |                            |

☆・★=ファイナルステージのアドバンテージによる1勝・1敗分

## 試合結果

### ファーストステージ
| 日付                   | 試合  | ビジター球団（先攻） | スコア | ホーム球団（後攻）     | 開催球場       |
| 10月13日（土）         | 第1戦 | 読売ジャイアンツ     | 4 - 1  | 東京ヤクルトスワローズ | 明治神宮野球場 |
| 10月14日（日）         | 第2戦 | 読売ジャイアンツ     | 4 - 0  | 東京ヤクルトスワローズ | 明治神宮野球場 |
| 勝者：読売ジャイアンツ |       |                      |        |                        |                |

#### 第1戦 10月13日
|          | 1 | 2 | 3 | 4 | 5 | 6 | 7 | 8 | 9 | R | H | E |
| -------- | - | - | - | - | - | - | - | - | - | - | - | - |
| 巨人     | 1 | 0 | 1 | 0 | 0 | 0 | 2 | 0 | 0 | 4 | 6 | 1 |
| ヤクルト | 0 | 1 | 0 | 0 | 0 | 0 | 0 | 0 | 0 | 1 | 4 | 0 |

1. 開始：18時00分 試合時間：3時間6分 観衆：30,735人[3]
2. 勝利：上原(1勝)
3. セーブ：山口俊(1セーブ)
4. 敗戦：小川(1敗)
5. 本塁打
巨：坂本勇1号（3回ソロ・小川）
6. 審判
［球審］石山
［塁審］津川（1B）、市川（2B）、佐々木（3B）
［外審］本田（LL）、川口（RL）

巨人が1回に先制するが、ヤクルトは2回2死2塁から中村の適時2塁打で同点に追いつく。巨人は3回、坂本がヤクルトの先発・小川からソロ本塁打を放ち勝ち越し。巨人の先発・今村は5回2死2塁のピンチで降板するも、2番手の上原が回またぎで6回までノーヒットに抑える好リリーフ。七回に陽と代打・亀井の適時打で2点を追加すると、終盤は畠と山口俊が無失点でつなぎ、4-1で逃げ切った。

#### 第2戦 10月14日
|          | 1 | 2 | 3 | 4 | 5 | 6 | 7 | 8 | 9 | R | H | E |
| -------- | - | - | - | - | - | - | - | - | - | - | - | - |
| 巨人     | 0 | 1 | 0 | 3 | 0 | 0 | 0 | 0 | 0 | 4 | 7 | 0 |
| ヤクルト | 0 | 0 | 0 | 0 | 0 | 0 | 0 | 0 | 0 | 0 | 0 | 0 |

1. 開始：18時00分 試合時間：2時間40分 観衆：30,798人[4]
2. 勝利：菅野(1勝)
3. 敗戦：原(1敗)
4. 本塁打
巨：長野1号（2回ソロ・原）、マギー1号（4回ソロ・原）、亀井1号（4回2ラン・原）
5. 審判
［球審］佐々木
［塁審］市川（1B）、本田（2B）、川口（3B）
［外審］橋本（LL）、津川（RL）

巨人は0－0で迎えた2回、長野のソロで先制に成功する。その後4回にはマギーと亀井のホームランで追加点を挙げる。先発の菅野は9回無安打1四球、ポストシーズン初のノーヒットノーランを達成。一方ヤクルトは、先発の原樹理が力投するも打線がヒット1本も出ず、ファーストステージ敗退が決まった。
これにより、前年度のクライマックスシリーズ第2ステージから、ビジターチームが6連勝となった。

### ファイナルステージ
| 日付                 | 試合           | ビジター球団（先攻） | スコア | ホーム球団（後攻） | 開催球場                       |
| アドバンテージ       | アドバンテージ | 読売ジャイアンツ     |        | 広島東洋カープ     |                                |
| 10月17日（水）       | 第1戦          | 読売ジャイアンツ     | 1 - 6  | 広島東洋カープ     | MAZDA Zoom-Zoom スタジアム広島 |
| 10月18日（木）       | 第2戦          | 読売ジャイアンツ     | 1 - 4  | 広島東洋カープ     | MAZDA Zoom-Zoom スタジアム広島 |
| 10月19日（金）       | 第3戦          | 読売ジャイアンツ     | 1 - 5  | 広島東洋カープ     | MAZDA Zoom-Zoom スタジアム広島 |
| 勝者：広島東洋カープ |                |                      |        |                    |                                |

#### 第1戦 10月17日
|      | 1 | 2 | 3 | 4 | 5 | 6 | 7 | 8 | 9 | R | H | E |
| ---- | - | - | - | - | - | - | - | - | - | - | - | - |
| 巨人 | 0 | 0 | 0 | 0 | 0 | 1 | 0 | 0 | 0 | 1 | 5 | 0 |
| 広島 | 1 | 0 | 0 | 3 | 0 | 0 | 1 | 1 | × | 6 | 9 | 0 |

1. 開始：18時00分 試合時間：3時間7分 観衆：31,311人[5]
2. 勝利：大瀬良(1勝)
3. 敗戦：メルセデス(1敗)
4. 本塁打
広：鈴木1号（4回2ラン・メルセデス）、丸1号（7回ソロ・上原）
5. 審判
［球審］西本
［塁審］深谷（1B）、吉本（2B）、福家（3B）
［外審］丹波（LL）、木内（RL）

1点リードの4回に鈴木の2点本塁打などで3点を加え、7回には丸のソロで加点した。大瀬良は緩急を生かし6回1失点の好投。投打がかみ合った広島が初戦を制した。巨人は先発・メルセデスの制球が甘く4回途中4失点で降板、リリーフ陣も広島打線に追加点を奪われてしまう。打線も6回にマギーの適時打の1点のみに抑えられ沈黙した。

#### 第2戦 10月18日
|      | 1 | 2 | 3 | 4 | 5 | 6 | 7 | 8 | 9 | R | H | E |
| ---- | - | - | - | - | - | - | - | - | - | - | - | - |
| 巨人 | 0 | 0 | 0 | 0 | 0 | 1 | 0 | 0 | 0 | 1 | 3 | 0 |
| 広島 | 0 | 0 | 0 | 0 | 0 | 0 | 0 | 4 | × | 4 | 3 | 0 |

1. 開始：18時00分 試合時間：2時間36分 観衆：31,356人[6]
2. 勝利：ジョンソン(1勝)
3. セーブ：中﨑(1セーブ)
4. 敗戦：畠(1敗)
5. 本塁打
広：菊池1号（8回3ラン・畠）
6. 審判
［球審］福家
［塁審］吉本（1B）、丹波（2B）、木内（3B）
［外審］土山（LL）、深谷（RL）

第2戦は巨人先発・田口と広島先発・ジョンソンが互いに6回まで無得点に抑える好投。6回、巨人は坂本のチーム初安打から2死2塁のチャンスを作るとマギーが適時2塁打を放ち先制。しかし巨人の2番手・畠が8回に新井に適時打を打たれ同点、菊地の3点本塁打で逆転を許してしまう。広島は2連勝で日本シリーズ進出に王手をかけた。

#### 第3戦 10月19日
|      | 1 | 2 | 3 | 4 | 5 | 6 | 7 | 8 | 9 | R | H | E |
| ---- | - | - | - | - | - | - | - | - | - | - | - | - |
| 巨人 | 0 | 0 | 0 | 0 | 0 | 1 | 0 | 0 | 0 | 1 | 4 | 2 |
| 広島 | 0 | 2 | 1 | 0 | 2 | 0 | 0 | 0 | × | 5 | 5 | 1 |

1. 開始：18時00分 試合時間：3時間2分 観衆：31,371人[7]
2. 勝利：九里(1勝)
3. セーブ：フランスア(1セーブ)
4. 敗戦：今村(1敗)
5. 本塁打
広：丸2号（3回ソロ・今村）
6. 審判
［球審］木内
［塁審］丹波（1B）、土山（2B）、深谷（3B）
［外審］西本（LL）、吉本（RL）

後が無くなった巨人は、先発に今村を投入。しかし2回、メヒアと野間の連続二塁打で先制され、3回には丸にソロ本塁打を浴びるなど3回途中3失点でノックアウト。一方の打線も、広島先発・九里の前に6回一死まで無安打と沈黙。6回にマギーの左前適時打で1点を返すも追加点が出ず、3連敗を以て敗退。一方の広島は、先発・九里が6回一死まで無安打無失点投球。5回途中を3安打1失点で好投。その後は岡田、一岡、ジャクソンでつなぎ、最後はフランスアが巨人打線をピシャリと抑え1失点で守り切った広島が2年前の忘れ物を取りにいくため、日本シリーズ進出を決めた。
一方の巨人はマギーしか打点を挙げられず、3連敗でファイナルステージ敗退となった。全てのセ・リーグ球団にクライマックスシリーズで敗北経験を持つこととなった。また、ファイナルステージの総得点3は歴代最小記録となった。
巨人の高橋由伸監督は最後の試合となった。

## 表彰選手
- クライマックスシリーズMVP
  - 菊池涼介（広島東洋カープ）

## 記録

### ファーストステージ
- ノーヒットノーラン：菅野智之(巨人、第2戦)[8]
  - 日本シリーズを含めたポストシーズンにおける無安打無得点試合は、セ・パ通じて日本球界では史上初[9]。

## テレビ・ラジオ放送およびネット配信

### テレビ放送

#### ファーストステージ放送日程
第1戦（10月13日）
- BS朝日[10]
  - 放送時間：18:00 - 21:14（20分延長）
- フジテレビONE スポーツ・バラエティ≪有料CS≫
  - 放送時間：17:50 - 23:00

第2戦（10月14日）
- BSフジ[11]
  - 放送時間：18:00 - 20:55（定時終了）
- フジテレビONE スポーツ・バラエティ≪有料CS≫
  - 放送時間：17:50 - 23:00

打ち切りとなった試合
- 第3戦（10月15日）が実施された場合には、BSフジおよびフジテレビONE スポーツ・バラエティ≪有料CS≫で放送する予定だった。

#### ファイナルステージ放送日程
第1戦（10月17日）
- 中国放送（RCC）[12]≪地上波、TBS系列・広島県ローカル≫
  - 放送時間
    - 第1部：18:15 - 19:00
    - 第2部：19:00 - 23:07
- NHK BS1[13]
  - 放送時間：18:00 - 21:30（マルチ編成を実施し、メインチャンネル〈101ch〉で放送）
- TBSチャンネル2[14]
  - 放送時間：17:55 - 23:00

第2戦（10月18日）
- 広島テレビ（HTV）[15]≪地上波、日本テレビ系列・広島県ローカル≫
  - 放送時間[16]
    - トップナイター：18:15 - 19:00
    - 本編：19:00 - 21:00（定時終了）
- BS日テレ[17]
  - 放送時間：18:00 - 20:54（定時終了。なお、20:54以降も中継延長時はマルチ編成を実施し、サブチャンネル〈142ch〉で放送予定であった）
- 日テレジータス〈有料CS〉[18]
  - 放送時間：17:30 - 22:00（再放送：23:00 - 翌3:00）

第3戦（10月19日）
- 広島テレビ（HTV）[15]≪地上波、日本テレビ系列・広島県ローカル≫
  - 放送時間[19]
    - トップナイター：18:15 - 19:00
    - 本編：19:00 - 22:54（114分延長）
- BS日テレ[17]
  - 放送時間：18:00 - 20:54（20:54 - 22:00はマルチ編成を実施し、サブチャンネル〈142ch〉で放送）
- 日テレジータス〈有料CS〉[18]
  - 放送時間：17:30 - 22:00（再放送：23:00 - 翌3:00）

打ち切りとなった試合
第4戦（10月20日）が実施された場合には、フジテレビ系列（フジテレビ・テレビ新広島等一部地域ネットか全国ネットかは不明。）、BSフジ（リレー中継）、フジテレビONE〈有料CS〉、第5戦（10月21日）が実施された場合には、NHK総合≪全国ネット≫で放送される予定だった。第6戦（10月22日）が実施された場合の放送は第3戦終了時点で決まっていなかった。

### ラジオ放送

#### ファーストステージ放送日程
ファーストステージは、ニッポン放送が中継。なお、この放送は毎日放送(近畿地区)・東海ラジオ(東海地区)にもネットされる。
第1戦（10月13日）
- ニッポン放送（毎日放送・東海ラジオにもネット）
  - 放送時間　18:00 - 21:30[20]

第2戦（10月14日）
- ニッポン放送（毎日放送・東海ラジオにもネット）
  - 放送時間　18:00 - 21:30[20]

打ち切りとなった試合
- 第3戦（10月15日）が実施された場合には、ニッポン放送で中継される予定だった。なお、ニッポン放送では第3戦を放送する予定だった時間帯には「パ・リーグクライマックスシリーズファーストステージ 福岡ソフトバンク×北海道日本ハム 第3戦」を福岡ヤフオクドームに乗り込んで自社制作で放送[21]。

#### ファイナルステージ放送日程
関東地区はニッポン放送（毎日放送(近畿地区)・東海ラジオ(東海地区)にもネットした）、広島地区は中国放送で全試合中継。NHKラジオ第1では、第1･2戦は広島放送局のみ、第3戦以降は全国放送(ただし、クライマックスパファイナルステージ・埼玉西武×福岡ソフトバンクを中継する福岡放送局管内(九州・沖縄地方)を除く)で中継
第1戦（10月17日）
- ニッポン放送（毎日放送・東海ラジオにもネット）
  - 放送時間　17:40 - 21:50[25]
- 中国放送(広島県ローカル) 
  - 放送時間　17:57 - 21:00[22]
- NHKラジオ第1(広島放送局のみ)
  - 放送時間 18:00 - 21:55[24][26]

第2戦（10月18日）
- ニッポン放送（毎日放送・東海ラジオにもネット）
  - 放送時間　17:40 - 21:50[25]
- 中国放送(広島県ローカル) 
  - 放送時間　17:57 - 21:00[22]
- NHKラジオ第1(広島放送局のみ)
  - 放送時間 18:00 - 21:55[24][26]

第3戦（10月19日）
- ニッポン放送（毎日放送・東海ラジオにもネット）
  - 放送時間　17:40 - 21:50[25]
- 中国放送(広島県ローカル) 
  - 放送時間　17:57 - 21:30[22]
- NHKラジオ第1(全国放送 ※九州・沖縄地方を除く)
  - 放送時間 18:05 - 21:30[24][26]

打ち切りとなった試合
- 第4 - 6戦（10月20日 - 22日）が実施された場合には、ニッポン放送、中国放送、NHKラジオ第一放送（九州・沖縄地方の各放送局を除く。）で放送予定であった。なお、ニッポン放送ではクライマックスセの打ち切り後、クライマックスパファイナルステージ・埼玉西武×福岡ソフトバンクを、メットライフドームに乗り込んで自社制作で中継[25]。また、NHKラジオ第一放送もクライマックスセの打ち切り後、九州・沖縄地方の各放送局のみで放送される予定であった同試合を全国放送に切り替えた。

### ネット配信

#### ファーストステージ配信日程
フジテレビONEsmart、DAZN等で全試合配信

#### ファイナルステージ配信日程
- DAZN（日本国内のみ、ただし広島県域は配信なし）で全試合配信